# アルカード茂原
アルカード茂原（アルカードもばら）は茂原駅高架下にある、千葉ステーションビルが運営を行う駅ビルである。
蘇我駅以南では唯一の駅ビルである。
2012年にリニューアルを行い、現在の姿となっている。

## 主な店舗
- ロッテリア
- ヴィドフランス
- 銀座コージーコーナー
- マツモトキヨシ
- ダイソー
- 千葉興業銀行
- オオクシ(カットオンリークラブ)
- キッチンうおすけ